# Cucut drongo de la Sonda
El cucut drongo de la Sonda (Surniculus lugubris) és una espècie d'ocell de la família dels cucúlids (Cuculidae) que era considerat l'única espècie del seu gènere, al que l'IOC (versió 3.3, 2013) inclou també velutinus, dicruroides i musschenbroeki. Habita boscos, matolls i zones amb bambú de Sri Lanka, Malàisia, Sumatra, Borneo, Java, Bali, Palawan i Bangka.